# Andrés Palop
Andrés Palop Cervera (ur. 22 października 1973 w L’Alcúdia) – hiszpański piłkarz grający na pozycji bramkarza.

## Kariera
Przez kilka lat był graczem drużyny rezerw Valencii, a następnie przez dwa sezony grał w Villarrealu. Później powrócił do Valencii, gdzie był tylko rezerwowym bramkarzem pierwszej drużyny tego klubu. Rozegrał tam jednak 46 spotkań. Od 2005 roku jest graczem Sevilli, której jest kapitanem.
Był nominowany do najlepszej '11' w 2006 na stronie fifa.com, w której głosują internauci. Ostatecznie nie trafił do niej jednak, gdyż jego miejsce zajął Gianluigi Buffon.
15 marca 2007 roku został bohaterem meczu swojej drużyny w Pucharze UEFA z Szachtarem Donieck. W doliczonym czasie gry, przy stanie 1:2, strzelił gola głową, doprowadzając w ten sposób do wyrównania i dogrywki, w której jego drużyna wygrała i dzięki temu awansowała do następnej rundy.
Po raz kolejny wyróżnił się w meczu finałowym Pucharu UEFA 2006/2007, przeciwko RCD Espanyol, kiedy to najpierw asystował przy pierwszym golu swojej drużyny (wyrzutem piłki uruchomił Adriano Correię, który przebiegł pół boiska i strzelił bramkę), a następnie w serii rzutów karnych obronił aż trzy jedenastki i walnie przyczynił się do obrony przez Sevilla FC Pucharu UEFA. W kolejny latach Palop miał jeszcze kilka kontuzji i został zastąpiony. Jednak po powrocie powrócił do pierwszego składu. W roku 2013 został ogłoszony jednym z najlepszych hiszpańskich bramkarzy, a także jednym z najlepszych zawodników swojego klubu. Palop z wielką radością odebrał te słowa i uznania. Jego największym przyjacielem jest bramkarz Realu Madryt, Iker Casillas.
W 2013 roku podpisał kontrakt z Bayerem 04 Leverkusen.
Jest Mistrzem Hiszpanii z 2002 i 2004 roku, a także zdobywcą Pucharu i Superpucharu Europy UEFA w 2004 i 2006 roku.
Został powołany do reprezentacji Hiszpanii na turniej EURO 2008, jako drugi zmiennik Ikera Casillasa. W kadrze jednak do tej pory jeszcze nie zadebiutował. Wygrał z kadrą EURO 2008, nie zagrał jednak w żadnym spotkaniu.

## Sukcesy
- Valencia CF
  - mistrzostwo Hiszpanii: 2001/2002, 2003/2004
  - Puchar UEFA: 2003/2004
  - Superpuchar Europy: 2004
- Sevilla FC
  - Puchar UEFA: 2005/2006, 2006/2007
  - Superpuchar Europy: 2006
  - Puchar Króla: 2006/2007, 2009/2010
  - Superpuchar Hiszpanii: 2007
- reprezentacja Hiszpanii
  - mistrzostwo Europy: 2008

### Statystyki
| sezon   | klub                | liga               | mecze | gole |
| ------- | ------------------- | ------------------ | ----- | ---- |
| 1997/98 | Villarreal CF       | Segunda División A | 39    | 0    |
| 1998/99 | Villarreal CF       | Primera División   | 35    | 0    |
| 1999/00 | Valencia CF         | Primera División   | 15    | 0    |
| 2000/01 | Valencia CF         | Primera División   | 1     | 0    |
| 2001/02 | Valencia CF         | Primera División   | 7     | 0    |
| 2002/03 | Valencia CF         | Primera División   | 9     | 0    |
| 2003/04 | Valencia CF         | Primera División   | 0     | 0    |
| 2004/05 | Valencia CF         | Primera División   | 11    | 0    |
| 2005/06 | Sevilla FC          | Primera División   | 36    | 0    |
| 2006/07 | Sevilla FC          | Primera División   | 34    | 0    |
| 2007/08 | Sevilla FC          | Primera División   | 31    | 0    |
| 2008/09 | Sevilla FC          | Primera División   | 35    | 0    |
| 2009/10 | Sevilla FC          | Primera División   | 33    | 0    |
| 2010/11 | Sevilla FC          | Primera División   | 20    | 0    |
| 2011/12 | Sevilla FC          | Primera División   | 13    | 0    |
| 2012/13 | Sevilla FC          | Primera División   | 16    | 0    |
| 2013/14 | Bayer 04 Leverkusen | Bundesliga         | 0     | 0    |
| Razem:  |                     |                    | 335   | 0    |